# ジョアン・リカルド
ジョアン・リカルド（João Ricardo）こと、ジョアン・リカルド・ペレイラ・バターリャ・サントス・フェレイラ（João Ricardo Pereira Batalha Santos Ferreira、1970年1月7日 - ）は、アンゴラの元サッカー選手。元アンゴラ代表。ポジションはゴールキーパー。

## 来歴
1996年にアンゴラ代表デビュー。1998年以降は出場機会が無かったが、2004年に7年ぶりに親善試合に出場。2006 FIFAワールドカップ・アフリカ予選でも全10試合に出場、アンゴラ史上初となる2006 FIFAワールドカップ出場を決めた。ワールドカップでもグループリーグ全3試合に出場した。アンゴラ代表として通算29試合に出場した。

## 代表歴

### 出場大会
- アンゴラ代表
  - 2006 FIFAワールドカップ

### 試合数
- 国際Aマッチ 29試合 0得点（1996年 - 2006年）[1]

| アンゴラ代表 | 国際Aマッチ | 国際Aマッチ |
| 年           | 出場        | 得点        |
| ------------ | ----------- | ----------- |
| 1996         | 1           | 0           |
| 1997         | 1           | 0           |
| 1998         | 0           | 0           |
| 1999         | 0           | 0           |
| 2000         | 0           | 0           |
| 2001         | 0           | 0           |
| 2002         | 0           | 0           |
| 2003         | 0           | 0           |
| 2004         | 7           | 0           |
| 2005         | 8           | 0           |
| 2006         | 12          | 0           |
| 通算         | 29          | 0           |